# استئودیستروفی ارثی آلبرایت
استئودیستروفی ارثی آلبرایت (انگلیسی: Albright's hereditary osteodystrophy) یکی از انواع استئودیستروفی است که گاهی از آن با عنوانِ «کم‌کاری کاذب غده پاراتیروئید نوع 1a» هم یاد می‌شود.

## نشانگان و نشانه‌ها

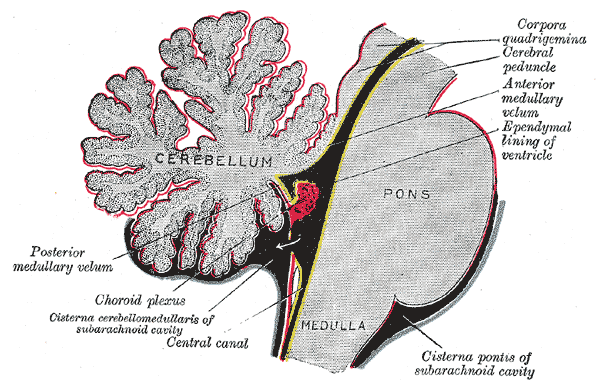
شبکه کوروئیدی (سمت چپ، پایین)

این اختلال با موارد زیر مشخص می‌گردد:
- هیپوگونادیسم (کم‌کاری غده‌های جنسی)
- نشانگان براکی‌داکتیلی
- آهکی شدن شبکه کوروئید
- هیپوپلاژیای مینای دندان
- گونه‌های پر
- تتانی هیپوکلسمی

ویژگی این بیماری، عدم پاسخدهی بدن به هورمون پاراتیروئید است که منجر به کاهش سطح کلسیم سرمی، افزایش سطح فسفات سرمی و همچنین افزایش موردِ انتظارِ هورمون پاراتیروئید سرم می‌شود.
مبتلایات به این بیماری، دچارِ کوتاهی قد، کوتاهی استخوانهای چهارم و پنجم کف‌دستی، صورت گرد و عقب‌افتادگی خفیف هوشی هستند.
استئودیستروفی ارثی آلبرایت را نوعی «کم‌کاری کاذب غده پاراتیروئید» می‌دانند؛ چرا که واکنشِ کلیه به گونه‌ای است که گویی هورمون پاراتیروئید وجود ندارد. در حقیقت، سطح خونیِ هورمون پاراتیروئید در «کم‌کاری کاذب غده پاراتیروئید» افزایش می‌یابد که علتش پائین‌بودنِ پایدارِ سطح کلسیم خون (هیپوکلسمی) است.

## ژنتیک
این بیماری با نقش‌پذیری ژنی در ارتباط است و نوع توارث آن «اتوزومال غالب» است. همچنین یکی از دلایل احتمالی آن کمبودِ «زیرواحدِ Gs آلفا» است.